# Serrat de Fullaracs
El Serrat de Fullaracs és una serra situada al municipi de Berga a la comarca del Berguedà, al peu dels Cingles de Queralt, amb una elevació màxima de 992 metres.